# Statistiche della Coppa del Mondo di rugby 2007

## Statistiche di squadra
| #  | Squadra       | G | V | N | P | P+  | P-  | P±   | MT | TR | CP | DG |
| -- | ------------- | - | - | - | - | --- | --- | ---- | -- | -- | -- | -- |
| V  | Sudafrica     | 7 | 7 | 0 | 0 | 278 | 86  | +192 | 33 | 25 | 21 | 0  |
| F  | Inghilterra   | 7 | 5 | 0 | 2 | 140 | 122 | +18  | 12 | 7  | 17 | 5  |
| SF | Argentina     | 7 | 6 | 0 | 1 | 209 | 93  | +116 | 23 | 14 | 18 | 4  |
| SF | Francia       | 7 | 4 | 0 | 3 | 227 | 103 | +124 | 27 | 19 | 18 | 0  |
| QF | Nuova Zelanda | 5 | 4 | 0 | 1 | 327 | 55  | +272 | 48 | 36 | 5  | 0  |
| QF | Australia     | 5 | 4 | 0 | 1 | 225 | 53  | +172 | 31 | 20 | 8  | 2  |
| QF | Scozia        | 5 | 3 | 0 | 2 | 129 | 85  | +44  | 15 | 15 | 8  | 0  |
| QF | Figi          | 5 | 3 | 0 | 2 | 134 | 173 | -39  | 16 | 12 | 10 | 0  |
| 3G | Galles        | 4 | 2 | 0 | 2 | 168 | 105 | +63  | 23 | 16 | 7  | 0  |
| 3G | Tonga         | 4 | 2 | 0 | 2 | 89  | 96  | -7   | 9  | 7  | 10 | 0  |
| 3G | Irlanda       | 4 | 2 | 0 | 2 | 64  | 82  | -18  | 9  | 5  | 2  | 1  |
| 3G | Italia        | 4 | 2 | 0 | 2 | 85  | 117 | -32  | 8  | 6  | 11 | 0  |
| 4G | Georgia       | 4 | 1 | 0 | 3 | 50  | 111 | -61  | 5  | 5  | 5  | 0  |
| 4G | Romania       | 4 | 1 | 0 | 3 | 40  | 161 | -121 | 5  | 3  | 3  | 0  |
| 4G | Samoa         | 4 | 1 | 0 | 3 | 69  | 143 | -74  | 5  | 4  | 12 | 0  |
| 4G | Giappone      | 4 | 0 | 1 | 3 | 64  | 210 | -146 | 7  | 4  | 7  | 0  |
| 5G | Canada        | 4 | 0 | 1 | 3 | 51  | 120 | -69  | 6  | 3  | 5  | 0  |
| 5G | Stati Uniti   | 4 | 0 | 0 | 4 | 61  | 142 | -81  | 7  | 4  | 6  | 0  |
| 5G | Portogallo    | 4 | 0 | 0 | 4 | 38  | 209 | -171 | 4  | 3  | 3  | 1  |
| 5G | Namibia       | 4 | 0 | 0 | 4 | 30  | 212 | -182 | 3  | 3  | 2  | 1  |

## Statistiche individuali

### Mete
| Mete | Giocatore         |
| ---- | ----------------- |
| 8    | Bryan Habana      |
| 7    | Drew Mitchell     |
| 6    | Doug Howlett      |
| 6    | Shane Williams    |
| 5    | Chris Latham      |
| 5    | Vincent Clerc     |
| 5    | Joe Rokocoko      |
| 4    | Paul Sackey       |
| 4    | Sitiveni Sivivatu |
| 4    | Rory Lamont       |
| 4    | Jaque Fourie      |
| 4    | JP Pietersen      |
| 4    | Juan Smith        |
| 3    | Lucas Borges      |
| 3    | Felipe Contepomi  |
| 3    | Ignacio Corleto   |
| 3    | Rocky Elsom       |
| 3    | Matt Giteau       |
| 3    | Vilimoni Delasau  |
| 3    | Kele Leawere      |
| 3    | Akapusi Qera      |
| 3    | Lionel Nallet     |
| 3    | Jerry Collins     |
| 3    | Aaron Mauger      |
| 3    | Richie McCaw      |
| 3    | Conrad Smith      |
| 3    | Isaia Toeava      |
| 3    | Marius Țincu      |
| 3    | Allister Hogg     |
| 3    | Martyn Williams   |

### Punti
| Punti | Giocatore               |
| ----- | ----------------------- |
| 105   | Percy Montgomery        |
| 91    | Felipe Contepomi        |
| 67    | Jonny Wilkinson         |
| 50    | Nick Evans              |
| 47    | Jean-Baptiste Élissalde |
| 46    | Chris Paterson          |
| 44    | Pierre Hola             |
| 43    | Lionel Beauxis          |
| 42    | Nicky Little            |
| 40    | Bryan Habana            |
| 40    | Matt Giteau             |
| 40    | Dan Carter              |
| 37    | Stirling Mortlock       |
| 35    | Drew Mitchell           |
| 32    | David Bortolussi        |
| 31    | Stephen Jones           |
| 30    | Doug Howlett            |
| 30    | Shane Williams          |
| 27    | Loki Crichton           |

## Affluenza
| Data              | Incontro                          | Impianto                                | Spettatori |
| ----------------- | --------------------------------- | --------------------------------------- | ---------- |
| 20 ottobre 2007   | Inghilterra — Sudafrica 6-15      | Stade de France, Saint-Denis            | 80430      |
| 13 ottobre 2007   | Inghilterra — Francia 14-9        | Stade de France, Saint-Denis            | 80283      |
| 21 settembre 2007 | Francia — Irlanda 25–3            | Stade de France, Saint-Denis            | 80267      |
| 7 settembre 2007  | Francia — Argentina 12–17         | Stade de France, Saint-Denis            | 79312      |
| 14 settembre 2007 | Inghilterra — Sudafrica 0-36      | Stade de France, Saint-Denis            | 77523      |
| 14 ottobre 2007   | Sudafrica — Argentina 37-13       | Stade de France, Saint-Denis            | 77055      |
| 7 ottobre 2007    | Argentina — Scozia 19–13          | Stade de France, Saint-Denis            | 76866      |
| 6 ottobre 2007    | Nuova Zelanda — Francia 18-20     | Millennium Stadium, Cardiff             | 71669      |
| 15 settembre 2007 | Galles — Australia 20-32          | Millennium Stadium, Cardiff             | 71022      |
| 23 settembre 2007 | Scozia — Nuova Zelanda 0-40       | Murrayfield, Edimburgo                  | 64558      |
| 6 ottobre 2007    | Australia — Inghilterra 10-12     | Vélodrome, Marsiglia                    | 59102      |
| 30 settembre 2007 | Francia — Georgia 64–7            | Vélodrome, Marsiglia                    | 58695      |
| 8 settembre 2007  | Nuova Zelanda — Italia 76-14      | Vélodrome, Marsiglia                    | 58612      |
| 7 ottobre 2007    | Sudafrica — Figi 37-20            | Vélodrome, Marsiglia                    | 55943      |
| 22 settembre 2007 | Argentina — Namibia 63–3          | Vélodrome, Marsiglia                    | 55067      |
| 9 settembre 2007  | Sudafrica — Samoa 59-7            | Parco dei Principi, Parigi              | 46575      |
| 19 ottobre 2007   | Francia — Argentina 10-34         | Parco dei Principi, Parigi              | 45958      |
| 19 settembre 2007 | Italia — Portogallo 31-5          | Parco dei Principi, Parigi              | 45476      |
| 30 settembre 2007 | Irlanda — Argentina 15–30         | Parco dei Principi, Parigi              | 45450      |
| 28 settembre 2007 | Argentina — Tonga 36-20           | Parco dei Principi, Parigi              | 45085      |
| 12 settembre 2007 | Italia — Romania 24-18            | Vélodrome, Marsiglia                    | 44241      |
| 15 settembre 2007 | Nuova Zelanda — Portogallo 108-13 | Stadio di Gerland, Lione                | 40729      |
| 11 settembre 2007 | Argentina — Georgia 33–3          | Stadio di Gerland, Lione                | 40240      |
| 22 settembre 2007 | Sudafrica — Tonga 30-25           | Stadio Félix Bollaert, Lens             | 40069      |
| 8 settembre 2007  | Australia — Giappone 91-3         | Stadio di Gerland, Lione                | 40043      |
| 9 settembre 2007  | Galles — Canada 42-17             | la Beaujoire, Nantes                    | 37500      |
| 29 settembre 2007 | Galles — Figi 34-38               | la Beaujoire, Nantes                    | 37080      |
| 22 settembre 2007 | Inghilterra — Samoa 44-22         | la Beaujoire, Nantes                    | 37022      |
| 8 settembre 2007  | Inghilterra — Stati Uniti 28-10   | Stadio Félix Bollaert, Lens             | 36755      |
| 29 settembre 2007 | Nuova Zelanda — Romania 85–8      | Stadium Municipal, Tolosa               | 35608      |
| 25 settembre 2007 | Portogallo — Romania 10-14        | Stadium Municipal, Tolosa               | 35526      |
| 16 settembre 2007 | Francia — Namibia 87–10           | Stadium Municipal, Tolosa               | 35339      |
| 20 settembre 2007 | Galles — Giappone 72-18           | Millennium Stadium, Cardiff             | 35245      |
| 29 settembre 2007 | Australia — Canada 37-6           | Stadio Chaban-Delmas, Bordeaux          | 35200      |
| 29 settembre 2007 | Scozia — Italia 18–16             | Stadio Geoffroy Guichard, Saint-Étienne | 34701      |
| 12 settembre 2007 | Giappone — Figi 31-35             | Stadium Municipal, Tolosa               | 34500      |
| 9 settembre 2007  | Scozia — Portogallo 56-10         | Stadio Geoffroy Guichard, Saint-Étienne | 34162      |
| 26 settembre 2007 | Samoa — Stati Uniti 25-21         | Stadio Geoffroy Guichard, Saint-Étienne | 34124      |
| 25 settembre 2007 | Canada — Giappone 12-12           | Stadio Chaban-Delmas, Bordeaux          | 33810      |
| 15 settembre 2007 | Irlanda — Georgia 14–10           | Stadio Chaban-Delmas, Bordeaux          | 33807      |
| 9 settembre 2007  | Irlanda — Namibia 32–17           | Stadio Chaban-Delmas, Bordeaux          | 33694      |
| 26 settembre 2007 | Georgia — Namibia 30–0            | Stadio Félix Bollaert, Lens             | 32549      |
| 23 settembre 2007 | Australia — Figi 55-12            | la Mosson, Montpellier                  | 32231      |
| 18 settembre 2007 | Scozia — Romania 42-0             | Murrayfield, Edimburgo                  | 31222      |
| 30 settembre 2007 | Sudafrica — Stati Uniti 64-15     | la Mosson, Montpellier                  | 28750      |
| 12 settembre 2007 | Stati Uniti — Tonga 15-25         | la Mosson, Montpellier                  | 25214      |
| 16 settembre 2007 | Samoa — Tonga 15-19               | la Mosson, Montpellier                  | 24128      |
| 16 settembre 2007 | Figi — Canada 29-16               | Millennium Stadium, Cardiff             | 21125      |